# Knickerbocker Holiday (Film)
Knickerbocker Holiday ist ein US-amerikanischer komödiantischer Musicalfilm von Harry Joe Brown aus dem Jahr 1944. Die Hauptrollen sind mit Nelson Eddy, Charles Coburn und Constance Dowling sowie Ernest Cossart und Shelley Winters besetzt.
Die von Thomas Lennon adaptierte gleichnamige Vorlage stammt von Maxwell Anderson (Buch und Text) und Kurt Weill (Musik), die wiederum auf die Satire A History of New York von Washington Irving zurückgriffen. Das Stück wurde am 19. Oktober 1938 von The Playwrights Company in New York erstmals aufgeführt.
Der Film war in der Kategorie „Beste Filmmusik“ für einen Oscar nominiert.

## Handlung
Während Tienhoven, der Vorsitzende des Stadtrates von New Amsterdam im Jahr 1647 eine Versammlung einberuft, in der es um die Verhaftung des Herausgebers der Zeitung Crusading Newspaper Brom Broeck geht, der den Rat beschuldigt hat, er bestehe „aus Schurken und Dieben“, erwarten die Bürger der Stadt die Ankunft ihres neuen Gouverneurs Peter Stuyvesant. Als Tina, Tinhovens Tochter und die Frau, die Brom liebt, davon erfährt, eilt sie zu ihm, um ihn vor einer bevorstehenden Verhaftung zu warnen und meint, dass es nicht so weit gekommen wäre, wenn sie bereits verheiratet wären. Nur wenig später wird Brom tatsächlich festgenommen und eingesperrt. Tina versucht nun, Broms Anhänger zu mobilisieren, vor dem Gefängnis zu demonstrieren. Tina schafft es auch, den neuen Gouverneur dazu zu bewegen, sich an den Ort des Geschehens zu begeben. Stuyvesant ist ein gewiefter und auf seinen Vorteil bedachter Politiker, der schnell erkennt, dass Brom hier zum Märtyrer gemacht werden soll, und befiehlt seine Freilassung. Der neue Gouverneur, der eine silberne Beinprothese trägt, die er als Symbol seiner Macht und Autorität begreift, nutzt die Situation sogleich für sich und verspricht den versammelten Menschen, Bestechung und Korruption abzuschaffen und bringt die Bevölkerung damit auf seine Seite. Um auch Brom zum Schweigen zu bringen, bietet Stuyvesant ihm den Posten eines Sekretärs mit weitreichenden Befugnissen an. Brom ist gutgläubig und akzeptiert, wobei für ihn nicht unerheblich ist, dass der Posten gut bezahlt wird und er so genug Geld verdienen kann, um Tina, deren Vater gegen eine Verbindung mit dem Habenichts ist, endlich zu seiner Frau machen zu können.
Stuyvesant kocht jedoch sein eigenes Süppchen, schaltet den Stadtrat weitgehend aus, und hat schon einen weiteren Plan gefasst, er will Tina für sich haben und beschließt daher, seinen Rivalen aus dem Weg zu räumen. Idealistisch wie Brom nun einmal ist, lässt er sich von Stuyvesant überreden, New Amsterdam zu verlassen und in die Kolonien zu reisen, um dort die Einheit zu fördern. Seine Hochzeitspläne mit Tina verschiebt er zum Wohle des Landes erst einmal. Kaum ist Brom weg, wirbt Stuyvesant aufdringlich um Tina, die davon wenig angetan ist. Als Brom zurück ist, macht sie ihm auch unmissverständlich klar, was sie davon hält, dass er sie allein zurückgelassen hat.
Als Tienhoven auf dem Gouverneursball die Hochzeit seiner Tochter mit Stuyvesant ankündigt, stürmt Tina, die Brom für die Zwangslage, in der sie sich nun befindet, verantwortlich macht, entsetzt davon. Brom reagiert nun und besteht Stuyvesant gegenüber darauf, dass er seine Verlobung mit Tina rückgängig machen müsse. Er unterstreicht diese Forderung, indem er mit einem Rasiermesser vor Stuyvesants Gesicht herumfuchtelt, der sich gerade rasieren lässt. Stuyvesant versucht daraufhin nur wenig später, Tina dazu zu bewegen, einem schnellen Hochzeitstermin zuzustimmen, was sie abzublocken versucht. Plötzlich stürmen Brom und Tiehoven in den Raum. Brom küsst Tina, die ihm glücklich vergibt, wird aber von Stuyvesant in derselben Minute zu fünf Jahren Gefängnis verurteilt.
Tina schleicht sich heimlich im Gefängnis ein und presst sich durch die Gitterstangen, wobei ihr Rock zerreißt. Mit Hilfe seiner indianischen Freunde, die ebenfalls zum Gefängnis gekommen sind, knüpft Brom ein Seil aus dem zerrissenen Stoff, bindet diesen um die Gitterstangen und lässt seinen starken Freund Big Muscle das Gitter aus der Verankerung reißen. Nachdem dies gelungen ist, flüchtet Brom in den Wald. Stuyvesant setzt zur selben Zeit Tinas Vater zu, einer sofortigen Hochzeit zuzustimmen.
Brom und sein Assistent Tenpin setzen gleichzeitig eine Kampagne gegen die Tyrannei des Gouverneurs in Gang und fordern ein Treffen der Kolonisten, bei dem der Sturz der Regierung beschlossen werden soll. Stuyvesant erfährt jedoch davon und setzt eine Messe an, in der er verkündet, dass demjenigen, der ihm Brom ausliefere, eine große Belohnung winke. Brom und Tenpin sind jedoch nicht untätig geblieben und haben in Verkleidung Flugblätter verteilt, die sich gegen die Politik und Verfahrensweise des Gouverneurs verwehren. Tina schleicht sich zur selben Zeit in Stuyvesants Villa und entwendet seine silberne Beinprothese, ohne die Stuyvesant sein Domizil nicht verlassen kann. Nachdem es zu weiteren Vorkommnissen gekommen ist, mobilisiert sich ein wütender Mob, den nur Stuyvesants aalglatte Art zu beruhigen vermag, wie Brom erkennt. Er sucht daraufhin den Gouverneur auf und bietet ihm die Chance, durch die Schaffung von Recht und Ordnung und mit demokratischen Mitteln ein ehrlicher Mann zu werden. Dann überreicht er ihm seine nun nicht mehr silberfarbene Beinprothese und tatsächlich begrüßt Stuyvesant die Kolonisten als Partner in der Union. Eine neue politische Ära wird eingeläutet, als Brom und Stuyvesant die Vergangenheit begraben und sich die Hand reichen.

## Produktion

### Produktionsnotizen, Besetzung
Der Film beginnt mit den Worten: „Little Old New York im Jahre 1647, als es von den Niederländern regiert und kurz New Amsterdam genannt wurde. Jede Ähnlichkeit zwischen den beiden Städten ist rein zufällig und unbeabsichtigt.“ Dies war die erste Produktion der Producers Corporation of America. Der Vertrieb lag bei United Artists. Die Dreharbeiten erstreckten sich über den Zeitraum Mitte September bis Mitte November 1943. das Szenenbild trug Julia Heron die Verantwortung, für die Kostüme Walter Plunkett.
Laut der Fachzeitschrift der Filmindustrie Hollywood Reporter, sollte ursprünglich Walter Huston, der in dieser Rolle bereits am Broadway aufgetreten war, den Peter Stuyvesant verkörpern und Marta Eggerth die weibliche Hauptrolle spielen.

### Musik im Film
- September Song von Kurt Weill und Maxwell Anderson, gesungen von Charles Coburn
- There’s Nowhere to Go But Up von Kurt Weill und Maxwell Anderson
- It Never Was You von Kurt Weill und Maxwell Anderson
- The One Indispensable Man von Kurt Weill und Maxwell Anderson
- Love Has Made This Such a Lovely Day von Sammy Cahn und Jule Styne
- One More Smile von Sammy Cahn und Jule Styne
- Jaile Song (Oh Woe!) von Kurt Weill
- Holiday von Theodore Paxson und Nelson Eddy
- Let’s Make Tomorrow Today von Werner R. Heymann und Forman Brown
- Sing Out von Franz Steininger und Forman Brown
- Be Not Hasty, Maiden Fair von Theodore Paxson und Forman Brown
- Zuyder Zee von Sammy Cahn  und Jule Styne

### Veröffentlichung
Der Film hatte am 17. März 1944 Premiere in den Vereinigten Staaten. In Schweden wurde er im November 1944 erstmals aufgeführt, in Portugal im Januar 1946, in Mexiko im März 1946 und in Spanien (Madrid) im November 1946. Ein Jahr später, im November 1947, lief er in Dänemark an. Veröffentlicht wurde der Film zudem in Brasilien.

## Rezeption

### Kritik
Für die Bischofskonferenz der Vereinigten Staaten (USCCB) stellte sich der Film als leichtgewichtige Version des Kurt-Weill-Maxwell-Anderson-Musicals dar, bei dem unter Browns Regie das Tempo der Geschichte, das eigentlich schwindelerregend sei, gedrosselt werde. Das Ergebnis sei wegen des skurrilen Humors und der vergnüglichen Musik, wobei Coburns September Song herausrage, sehenswert. Der Film beinhalte drollige Tätlichkeiten und romantische Verwicklungen.
Auf der Seite Miss Liberty’s Film & Documentary World heißt es, trotz ernsthafter politischer Themen sei Knickerbocker Holiday in erster Linie eine leichte Musikkomödie mit vielen Liedern und Gags. Sogar die Rebellion – wenn sie denn da sei – sei musikalisch. Ein Großteil der Geschichte habe jedoch in Bezug auf Antikorruption einen starken Beigeschmack. Trotzdem dürfte diese leichte, optimistische Komödie auf Fans des Genres Filmmusik eine besondere Anziehungskraft ausüben.
Variety meinte, obwohl Brown bei seiner Leinwandproduktion nur teils auf das Originalstück von Maxwell Anderson und Kurt Weill zurückgegriffen habe, habe er viel dazu beigetragen, dass der Humor, die Fröhlichkeit und die Lieder des Films in einer schnell ablaufenden Handlung die Bedeutung bekommen hätten, die ihnen zustehe.

### Auszeichnung
Oscarverleihung 1945
- Nominierte: Werner Richard Heymann und Kurt Weill in der Kategorie „Beste Filmmusik in einem Musikfilm“.
Der Oscar ging an Carmen Dragon und Morris Stoloff und den Musicalfilm Es tanzt die Göttin.

### Nachwirkung
Am 17. November 1950 strahlte NBC eine im Fernsehen übertragene Version des Maxwell-Anderson-Musicals aus, das von William Brown Jr. mit Dennis King, John Raitt und Doretta Morrow in den Hauptrollen geleitet wurde.